# Łukasz Teodorczyk
Łukasz Teodorczyk (phát âm tiếng Ba Lan: [ˈwukaʂ tɛɔˈdɔrt͡ʂɨk] ⓘ; sinh ngày 3 tháng 6 năm 1991) là một cầu thủ bóng đá chuyên nghiệp người Ba Lan thi đấu ở vị trí tiền đạo cho câu lạc bộ Charleroi của Bỉ dưới dạng cho mượn từ Udinese và đội tuyển quốc gia Ba Lan.

## Sự nghiệp cấp câu lạc bộ

### Đầu sự nghiệp
Having gia nhập Polonia Warsaw vào tháng 1 năm 2010. Teodorczyk có trận ra mắt giải Ekstraklasa vào ngày 29 tháng 10 năm 2010. Ở mùa 2010–2011, anh chơi 21 trận cho giải trẻ Młoda Ekstraklasa và ghi được 15 bàn thắng, đồng thời có 6 trận thi đấu ở đội một.

### Lech Poznań
Trước khi rời Lech Poznań vào tháng 8 năm 2014, Teodorczyk đã có 4 trận thi đấu với 3 bàn thắng ở mùa bóng đó, đủ điều kiện để giúp anh nhận huy chương khi Lech vô địch Ekstraklasa vào tháng 5 năm 2015.

### Dynamo Kyiv
Ngày 27 tháng 8 năm 2014, Teodorczyk ký hợp đồng dài 5 năm với câu lạc bộ Dynamo Kyiv của Ukraina sau khi câu lạc bộ này trả 4 triệu euro để có được sự phục vụ của anh. Anh có trận ra mắt Dynamo vào ngày 30 tháng 8 năm 2014 trong trận thắng 2–0 trước Chornomorets Odesa khi vào sân từ ghế dự bị ở phút thứ 85. Khoảng 15 sau anh có pha kiến tạo nâng tỉ số lên 2–0. Ngày 13 tháng 9 năm 2014, anh ghi bàn đầu tiên cho Dynamo trong trận hòa 2–2 với Zorya Luhansk. Trong mùa giải đầu tiên khoác áo Dynamo anh đã giành chức vô địch quốc gia đầu tiên trong sự nghiệp, giúp đội của anh giành cú đúp giải Ngoại hạng Ukraina và Cúp bóng đá Ukraina. Anh ghi được 5 bàn thắng sau 13 lần ra sân. Anh bỏ lỡ trận chung kết đấu cúp do dính phải chấn thương trong trận bán kết với Olimpik Donetsk, làm anh phải ngồi ngoài 2 tháng. Ở đấu trường châu Âu, anh tiến đến trận tứ kết của Europa League cùng Dynamo, câu lạc bộ này đã bị Fiorentina loại với tỉ số 1–3 chung cuộc. Trong 6 trận tại Europa League anh đã ghi 3 bàn vào lưới các đối thủ như Steaua București, EA Guingamp và Everton.

## Thống kê sự nghiệp

### Cấp câu lạc bộ
Tính đến trận đấu ngày 3 tháng 2 năm 2021
| Câu lạc bộ         | Mùa giải           | Giải                     | Giải    | Giải      | Cúp     | Cúp       | Cúp châu Âu | Cúp châu Âu | Khác    | Khác      | Tổng cộng | Tổng cộng |
| Câu lạc bộ         | Mùa giải           | Hạng đấu                 | Số trận | Bàn thắng | Số trận | Bàn thắng | Số trận     | Bàn thắng   | Số trận | Bàn thắng | Số trận   | Bàn thắng |
| ------------------ | ------------------ | ------------------------ | ------- | --------- | ------- | --------- | ----------- | ----------- | ------- | --------- | --------- | --------- |
| Polonia Warsaw     | 2010–11            | Ekstraklasa              | 6       | 0         | 1       | 1         | –           | –           | –       | –         | 7         | 1         |
| Polonia Warsaw     | 2011–12            | Ekstraklasa              | 11      | 4         | 0       | 0         | –           | –           | –       | –         | 11        | 4         |
| Polonia Warsaw     | 2012–13            | Ekstraklasa              | 13      | 6         | 1       | 0         | –           | –           | –       | –         | 14        | 6         |
| Polonia Warsaw     | Tổng cộng          | Tổng cộng                | 30      | 10        | 2       | 1         | –           | –           | –       | –         | 32        | 11        |
| Lech Poznań        | 2012–13            | Ekstraklasa              | 14      | 1         | –       | –         | –           | –           | –       | –         | 14        | 1         |
| Lech Poznań        | 2013–14            | Ekstraklasa              | 32      | 20        | 2       | 1         | 4           | 3           | –       | –         | 38        | 24        |
| Lech Poznań        | 2014–15            | Ekstraklasa              | 4       | 3         | 0       | 0         | 2           | 0           | –       | –         | 6         | 3         |
| Lech Poznań        | Tổng cộng          | Tổng cộng                | 50      | 24        | 2       | 1         | 6           | 3           | –       | –         | 58        | 28        |
| Dynamo Kyiv        | 2014–15            | Ukrainian Premier League | 13      | 5         | 5       | 2         | 6           | 3           | –       | –         | 24        | 10        |
| Dynamo Kyiv        | 2015–16            | Ukrainian Premier League | 11      | 5         | 3       | 1         | 4           | 0           | –       | –         | 18        | 6         |
| Dynamo Kyiv        | Tổng cộng          | Tổng cộng                | 24      | 10        | 8       | 3         | 10          | 3           | –       | –         | 42        | 16        |
| Anderlecht         | 2016–17            | Belgian First Division A | 38      | 22        | 2       | 1         | 13          | 7           | –       | –         | 53        | 30        |
| Anderlecht         | 2017–18            | Belgian First Division A | 33      | 15        | 0       | 0         | 6           | 0           | 1       | 0         | 40        | 15        |
| Anderlecht         | Tổng cộng          | Tổng cộng                | 71      | 37        | 2       | 1         | 19          | 7           | 1       | 0         | 93        | 45        |
| Udinese            | 2018–19            | Serie A                  | 16      | 1         | 0       | 0         | –           | –           | –       | –         | 16        | 1         |
| Udinese            | 2019–20            | Serie A                  | 14      | 0         | 2       | 0         | –           | –           | –       | –         | 16        | 0         |
| Udinese            | Tổng cộng          | Tổng cộng                | 30      | 1         | 2       | 0         | –           | –           | –       | –         | 32        | 1         |
| Charleroi          | 2020–21            | Belgian First Division A | 7       | 0         | 1       | 1         | –           | –           | –       | –         | 8         | 1         |
| Charleroi          | Tổng cộng          | Tổng cộng                | 7       | 0         | 1       | 1         | –           | –           | –       | –         | 8         | 1         |
| Tổng kết sự nghiệp | Tổng kết sự nghiệp | Tổng kết sự nghiệp       | 212     | 82        | 17      | 7         | 35          | 13          | 1       | 0         | 265       | 102       |

1. 1 2 3 4  SỐ trận ra sân tại Europa League
2. 1 2  Số trận ra sân tại Champions League
3. ↑  Số trận ra sân tại Siêu cúp bóng đá Bỉ

### Cấp đội tuyển
Tính đến 28 tháng 6 năm 2018
| Ba Lan | Ba Lan  | Ba Lan    |
| Năm    | Số trận | Bàn thắng |
| ------ | ------- | --------- |
| 2013   | 4       | 3         |
| 2014   | 3       | 0         |
| 2016   | 4       | 1         |
| 2017   | 3       | 0         |
| 2018   | 5       | 0         |
| Total  | 19      | 4         |

#### Bàn thắng cho đội tuyển
Tỉ số và kết quả liệt kê bàn thắng của Ba Lan trước.
| #  | Ngày                 | Nơi tổ chức                             | Đối thủ    | Tỉ số | Kết quả | Giải đấu                             |
| -- | -------------------- | --------------------------------------- | ---------- | ----- | ------- | ------------------------------------ |
| 1. | 2 tháng 2 năm 2013   | Estadio Ciudad, Málaga, Tây Ban Nha     | România    | 2–0   | 4–1     | Giao hữu (không được FIFA công nhận) |
| 2. | 2 tháng 2 năm 2013   | Estadio Ciudad, Málaga, Tây Ban Nha     | România    | 3–0   | 4–1     | Giao hữu (không được FIFA công nhận) |
| 3. | 26 tháng 3 năm 2013  | Sân vận động Quốc gia, Warszawa, Ba Lan | San Marino | 4–0   | 5–0     | Vòng loại giải vô địch thế giới 2014 |
| 4. | 14 tháng 11 năm 2016 | Stadion Miejski, Wrocław, Ba Lan        | Slovenia   | 1–1   | 1–1     | Giao hữu                             |